# Reuss (estado)
Reuss (em alemão:  Reuß) foi o nome de vários estados históricos localizados na atual Turíngia, Alemanha. Seus governantes, a Casa de Reuss, nomeou todos os seus filhos do sexo masculino com o nome de Henrique após o fim do século XII em homenagem a Henrique VI, a quem eles deviam os bens de Weida e Gera. O chefe de cada ramo da família tinha o título de Fürst (Príncipe), assim como seus filhos. 
Em dezembro de 2022, um membro da Casa de Reuss, o príncipe Henrique XIII de Reuss foi preso pela polícia alemã em Frankfurt, segundo as autoridades, ele lideraria uma célula terrorista de extrema direita, chamada Reichsbürger. O objetivo do movimento seria a queda da República Alemã por considerarem que ela faz parte de um sistema criado pelos Aliados no fim da Segunda Guerra Mundial para tornar a Alemanha um Estado vassalo de seus interesses.